# 竹内元平
竹内元平（？—？）日本人，日本学者，满洲国、察南自治政府、蒙疆联合自治政府官员。

## 生平
《中国农村经济资料》载，竹内元平曾于民国6年（1917年）在山西省文水县等地对土地情况进行过实地考察。
1933年5月15日，在日本扶植的热河省公署成立的同时，成立了热河临时禁烟指导局，为日本扶植的热河省长的直属机构，由热河省总务厅长中野琥逸兼任局长，热河省专卖署署长竹内元平兼任副局长。
1937年9月4日，察南自治政府成立，竹内元平任最高顾问。1939年9月1日，察南自治政府同其他傀儡政权合并成立蒙疆联合自治政府，下设察南政厅，陈玉铭任察南政厅长官，次长为竹内元平。同年，竹内元平去职，察南政厅次长由武藤公平继任。

## 著作
- 竹內元平, 最近支那財政槪說（滿鐵調查資料第108編）, 南滿洲鐵道, 1929